# Isabel Francisca da Áustria (1892–1930)
Isabel Francisca Maria Carolina Ignácia de Habsburgo-Toscana (em alemão: Elisabeth Franziska Maria Karolina Ignatia von Österreich-Toskana; Viena, 27 de janeiro de 1892 — Syrgenstein, 29 de janeiro de 1930) foi um membro da família imperial austríaca, arquiduquesa da Áustria e princesa da Toscana.

## Biografia
Isabel Francisca, apelidada de "Ella", era filha do arquiduque Francisco Salvador da Áustria, filho do arquiduque Carlos Salvador da Áustria e de Maria Imaculada das Duas Sicílias, e da arquiduquesa Maria Valéria da Áustria, filha mais nova do imperador Francisco José I da Áustria e de Isabel da Baviera. Sua madrinha era sua própria avó, Isabel.
Foi educada na Escola Escocesa de Viena. Em 1911 foi apresentada formalmente a corte vienense em um baile no Palácio de Schönbrunn, tendo dançado a primeira valsa com o avô, o imperador Francisco José I.

## Casamento

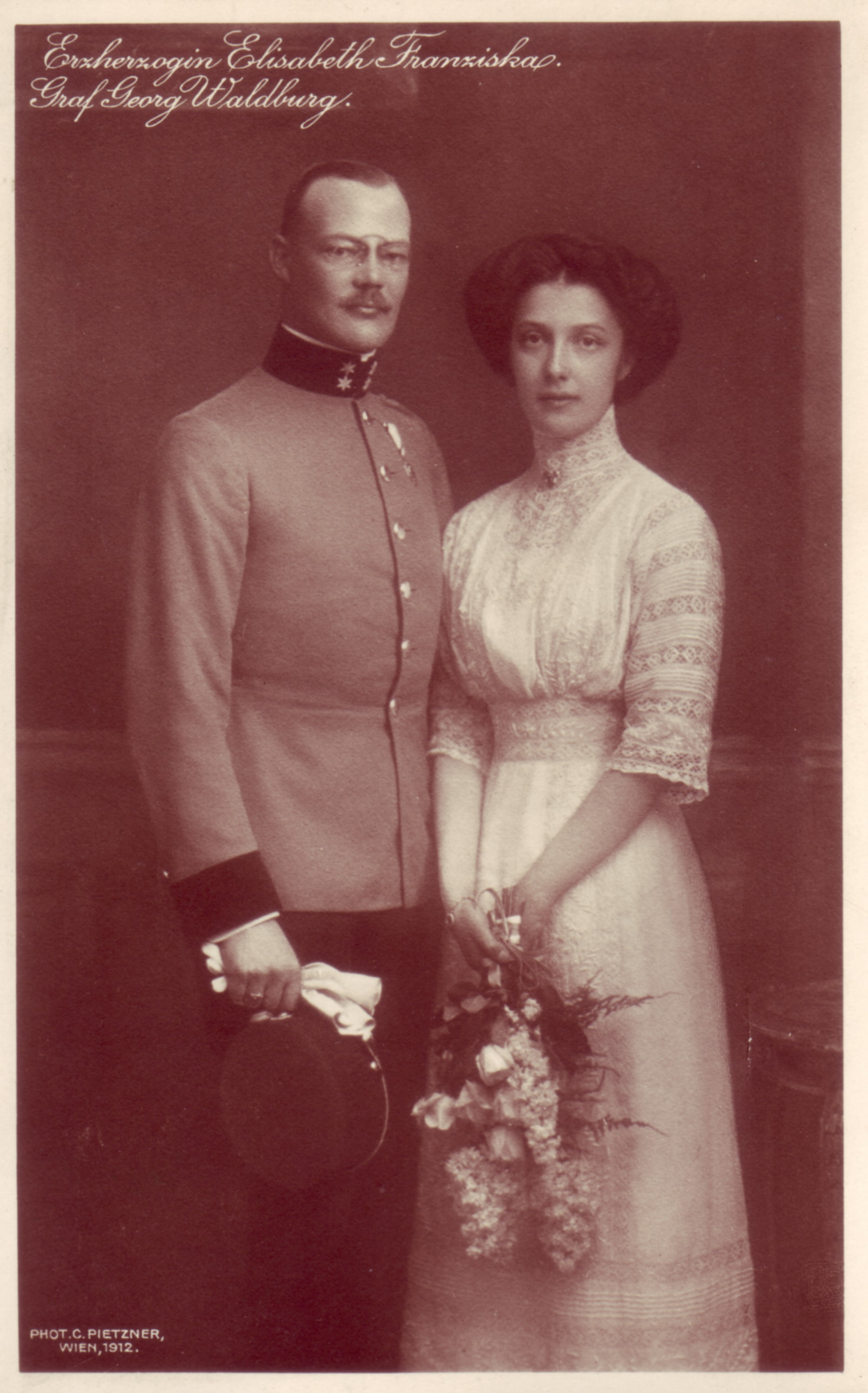
Isabel Francisca e seu marido

Isabel Francisca ficou noiva em 8 de abril de 1912, do conde Jorge de Waldburg-Zeil-Hohenems (1878–1955), com quem se casou em 19 de setembro de 1912 em Niederwallsee.
Desta união nasceram quatro crianças:
- Maria Valéria de Waldburg-Zeil (1913–2011);
- Clementina de Waldburg-Zeil (1914–1941);
- Isabel de Waldburg-Zeil (1917–1979);
- Francisco José de Waldburg-Zeil (nascido em 1927);

## Morte
Isabel Francisca faleceu em 29 de janeiro de 1930, três anos depois do nascimento de seu último filho, aos 38 anos de idade, no Castelo de Syrgenstein. Seu marido, em 1931, se casou novamente com a irmã mais nova de Isabel Francisca, Gertrude.

## Nota
1. ↑  Dorotheum: Frühstück bei Sisi's - Kaiserhaus-Auktion im Wiener Dorotheum Arquivado em 24 de março de  2016, no Wayback Machine. (MS Word; 174 kB)
2. ↑  Chroniknet/wissen.de